# Метод золотого перетину
Метод золотого перетину — метод пошуку екстремуму дійсної функції однієї змінної на заданому відрізку. В основі методу лежить принцип поділу відрізка в пропорціях золотого перетину. Є одним з найпростіших чисельних методів розв'язку задач оптимізації. Вперше представлений Джеком Кіфером у 1953 році.

## Опис методу

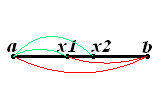
Ілюстрація вибору проміжних точок методу золотого перетину.

Нехай задано функцію {\displaystyle f(x):\;[a,\;b]\to \mathbb {R} ,\;f(x)\in \mathrm {C} ([a,\;b])}. Тоді для того, щоб знайти невизначене значення цієї функції на заданому відрізку, що відповідає критерію пошуку (нехай це буде мінімум), розглянутий відрізок ділиться в пропорції золотого перетину в обох напрямках, тобто вибираються дві точки {\displaystyle x_{1}} та {\displaystyle x_{2}} такі, що: 
{\displaystyle {\frac {b-a}{b-x_{1}}}={\frac {b-a}{x_{2}-a}}=\phi ={\frac {1+{\sqrt {5}}}{2}}=1.618\ldots }, де {\displaystyle \phi } — пропорція золотого перетину. 

Таким чином: 
{\displaystyle {\begin{array}{ccc}x_{1}&=&b-{\frac {(b-a)}{\phi }}\\x_{2}&=&a+{\frac {(b-a)}{\phi }}\end{array}}}
Тобто точка {\displaystyle x_{1}} ділить відрізок {\displaystyle [a,\;x_{2}]} у відношенні золотого перерізу. Аналогічно {\displaystyle x_{2}} ділить відрізок {\displaystyle [x_{1},\;b]} у тій же пропорції. Ця властивість і використовується для побудови ітеративного процесу.

### Алгоритм
1. На першій ітерації заданий відрізок ділиться двома симетричними відносно центру точками і розраховуються значення в цих точках.
2. Після чого той з кінців відрізка, до якого серед двох знову поставлених точок ближче виявилася та, значення в якій максимальне (для випадку пошуку мінімуму), відкидають.
3. На наступній ітерації в силу показаній вище властивості золотого перетину вже треба шукати лише одну нову точку.
4. Процедура триває, допоки не буде досягнута задана точність.

### Формалізація
1. Крок 1. Задаються початкові межі відрізка {\displaystyle a,\;b} і точність {\displaystyle \varepsilon }.
2. Крок 2. Розраховують початкові точки поділу: {\displaystyle x_{1}=b-{\frac {(b-a)}{\phi }},\quad x_{2}=a+{\frac {(b-a)}{\phi }}} і значення в них цільової функції: {\displaystyle y_{1}=f(x_{1}),\;y_{2}=f(x_{2})}.
  - Якщо {\displaystyle y_{1}\geq y_{2}} (для пошуку максимуму змінити нерівність на {\displaystyle y_{1}\leq y_{2}}), то {\displaystyle a=x_{1}}
  - Інакше {\displaystyle b=x_{2}}.
3. Крок 3.
  - Якщо {\displaystyle |b-a|<\varepsilon }, то {\displaystyle x={\frac {a+b}{2}}} і зупинитися.
  - Інакше повернутися до кроку 2.

## Метод чисел Фібоначчі
В силу того, що в асимптотиці {\displaystyle \phi =\lim _{n\to \infty }{\frac {F_{n+1}}{F_{n}}}}метод золотого перетину може бути трансформований у так званий метод чисел Фібоначчі. Однак при цьому в силу властивостей чисел Фібоначчі кількість ітерацій строго обмежена. Це зручно, якщо відразу задано кількість можливих звернень до функції.
1. Крок 1. Задаються початкові межі відрізка {\displaystyle a,\;b} і кількість ітерацій {\displaystyle n}, розраховують початкові точки поділу: {\displaystyle x_{1}=a+(b-a){\frac {F_{n-2}}{F_{n}}},\quad x_{2}=a+(b-a){\frac {F_{n-1}}{F_{n}}}} цільової функції: {\displaystyle y_{1}=f(x_{1}),\;y_{2}=f(x_{2})}.
2. Крок 2. {\displaystyle n=n-1}.
  - Якщо {\displaystyle y_{1}>y_{2}}, то {\displaystyle a=x_{1},\;x_{1}=x_{2},\;x_{2}=b-(x_{1}-a),\;y_{1}=y_{2},\;y_{2}=f(x_{2})}.
  - Інакше {\displaystyle b=x_{2},\;x_{2}=x_{1},\;x_{1}=a+(b-x_{2}),\;y_{2}=y_{1},\;y_{1}=f(x_{1})}.
3. Крок 3.
  - Якщо {\displaystyle n=1}, то {\displaystyle x={\frac {x_{1}+x_{2}}{2}}} і зупинитися.
  - Інакше повернутися до кроку 2.